# Шиншилловая крыса Беннетта
Шиншилловая крыса Беннетта (лат. Abrocoma bennettii) — млекопитающее из семейства шиншилловых крыс. Видовое название дано в честь британского зоолога Эдварда Тернера Беннетта (1797—1836).
Распространена в прибрежных горных районах Чили. Обитает среди кустарников и скал на высоте 3000—5000 м над уровнем моря. Селится колониями по 10—15 особей. Рацион растительный. Издаёт характерные крики, напоминающие «туко-туко». В начале лета (в декабре) самка приносит 2-х детёнышей.